# Glinki (Augustów)
Glinki – osiedle w Augustowie w województwie podlaskim.

## Położenie
Glinki są położone ok. 0,5 km na zachód od centrum miasta, w rejonie ulic Mazurskiej, Glinki i Rajgrodzkiej. 

## Współczesność
Na osiedlu przeważają domy jednorodzinne. Intensywniejsza zabudowa osiedla rozpoczęła się w latach 90. XX w.